# Trophée Leyden
Ne doit pas être confondu avec Trophée Matt-Leyden.
Le Trophée Leyden est un trophée remis dans la Ligue de hockey de l'Ontario, ligue de hockey sur glace junior. Il récompense chaque année la franchise championne de la division Est (nommée division Leyden jusqu'en 1994-1995) à l'issue de la saison régulière.
Le trophée porte le nom de Matt Leyden, joueur de la LHO.

## Palmarès
- 1975-1976 — Wolves de Sudbury[2]
- 1976-1977 — 67 d'Ottawa
- 1977-1978 — 67 d'Ottawa[2]
- 1978-1979 — Petes de Peterborough[2]
- 1979-1980 — Petes de Peterborough[2]
- 1980-1981 — Greyhounds de Sault-Sainte-Marie[2]
- 1981-1982 — 67 d'Ottawa[2]
- 1982-1983 — 67 d'Ottawa
- 1983-1984 — 67 d'Ottawa
- 1984-1985 — Petes de Peterborough
- 1985-1986 — Petes de Peterborough[2]
- 1986-1987 — Generals d'Oshawa[2]
- 1987-1988 — Petes de Peterborough
- 1988-1989 — Petes de Peterborough
- 1989-1990 — Generals d'Oshawa[2]
- 1990-1991 — Generals d'Oshawa[2]
- 1991-1992 — Petes de Peterborough[2]
- 1992-1993 — Petes de Peterborough[2]
- 1993-1994 — Centennials de North Bay[2]
- 1994-1995 — Frontenacs de Kingston
- 1995-1996 — 67 d'Ottawa
- 1996-1997 — 67 d'Ottawa[2]
- 1997-1998 — 67 d'Ottawa
- 1998-1999 — 67 d'Ottawa
- 1999-2000 — 67 d'Ottawa
- 2000-2001 — Bulls de Belleville
- 2001-2002 — Bulls de Belleville
- 2002-2003 — 67 d'Ottawa
- 2003-2004 — 67 d'Ottawa
- 2004-2005 — Petes de Peterborough
- 2005-2006 — Petes de Peterborough
- 2006-2007 — Bulls de Belleville
- 2007-2008 — Bulls de Belleville
- 2008-2009 — Bulls de Belleville
- 2009-2010 — 67 d'Ottawa
- 2010-2011 — 67 d'Ottawa
- 2011-2012 — 67 d'Ottawa
- 2012-2013 — Bulls de Belleville
- 2013-2014 — Generals d'Oshawa
- 2014-2015 — Generals d'Oshawa
- 2015-2016 — Frontenacs de Kingston
- 2016-2017 — Petes de Peterborough
- 2017-2018 — Bulldogs de Hamilton
- 2018-2019 — 67 d'Ottawa[2]
- 2019-2020 — 67 d'Ottawa[2]
- 2020-2021 — Non décerné[3]
- 2021-2022 — Bulldogs de Hamilton[2]
- 2022-2023 — 67 d'Ottawa[2]
- 2023-2024 — Generals d'Oshawa